# 1931 Čapek
Az 1931 Capek (ideiglenes jelöléssel 1969 QB) a Naprendszer kisbolygóövében található aszteroida. Luboš Kohoutek fedezte fel 1969. augusztus 22-én.